# Ист Гејлсбург (Илиноис)
Ист Гејлсбург (енгл. East Galesburg) град је у америчкој савезној држави Илиноис.

## Демографија
По попису из 2010. године број становника је 812, што је 27 (-3,2%) становника мање него 2000. године.
| Група             | 2000.       | 2010.       |
| Белци             | 812 (96,8%) | 787 (96,9%) |
| Афроамериканци    | 2 (0,2%)    | 5 (0,6%)    |
| Азијати           | 5 (0,6%)    | 0 (0,0%)    |
| Хиспаноамериканци | 13 (1,5%)   | 13 (1,6%)   |
| Укупно            | 839         | 812         |